# Croce d'Aune
Pour les articles homonymes, voir Aune (homonymie).
Le Croce d'Aune est un col des Dolomites en Italie. Situé à 1 015 mètres d'altitude, il relie Aune à Pedavena, dans la province de Belluno en Vénétie.
Ce col est notamment célèbre comme étant l'endroit où Tullio Campagnolo, essayant de changer sa roue arrière, inventa l'attache rapide.

## Tour d'Italie
Ce col fut au programme de la 20e étape du Giro 2019, constituant l'avant-dernier col de l'étape et classé en deuxième catégorie. Valentin Madouas le franchit en tête avant d'être repris par les favoris dans l'ascension suivante vers Monte Avena.